# Leptandra tubiflora
Leptandra tubiflora là một loài thực vật có hoa trong họ Mã đề. Loài này được Fisch. & C.A. Mey. mô tả khoa học đầu tiên năm 1939.